# 西川かの子
西川 かの子（にしかわ かのこ、1974年7月27日 - ）は、日本のタレント。吉本興業所属。西川きよし・西川ヘレン夫妻の長女。兄は俳優の西川忠志と西川弘志（弘志は引退）。

## 来歴・人物
大阪府堺市堺区生まれで、箕面市育ち。血液型はA型。聖母被昇天学院小学校・中学校・高等学校を経て、芦屋大学教育学部卒業。
父親譲りの大きい目が売りで、「西川きよしの娘」ということで有名。親の七光りとの批判もあるが、本人は「西川きよしの娘」という目で見られるのを嫌い、時事問題や世相についての勉強を常に行っているといわれる。また祖父・祖母の介護を母と共に行った経験から、介護福祉問題に付いては実体験を元にした発言を行っている。
2000年12月に芸能界入りしているが、それ以前に母のヘレンとロート製薬の目薬「ロートV40」のCMに出演したことがある。また、父のきよしの参議院議員時代に秘書の経験もある。
2005年1月11日に辻学園調理技術専門学校主任教授の林繁和と婚約し、4月1日に結婚した。披露宴は母とともにCM出演した岸和田市のセントジョーンズチャーチで行った。関西系の番組では、バラエティータレントとして、父娘または母娘、という形でテレビで活躍。また、林と結婚当時は夫婦で出演していた。
2007年4月24日に第一子となる女児を出産。きよしとヘレンの孫としては4人目であるが、芸能ニュースで出生が初めて大きく題材として取り上げられた。
しかし、2008年になって林と別居。同年10月27日、正式に離婚した。
その後、育った箕面市で「バンザイカフェ」というカフェを経営していたが、ビルの立ち退きで2018年4月30日に閉店した。

## 出演番組
現在

テレビ
- 西川家の今日もササっとまんぷくごはん（BSよしもと）[1]
- 発信Live ジモトノチカラ!（BSよしもと）木曜メインMC（2024年7月11日 - ）[注釈 1]

ラジオ
- OBCグッドアフタヌーン!ラジぐぅ月曜（ラジオ大阪）

過去

テレビ
- 西川きよしのご縁です!（東海テレビ）※のちにゲスト出演
- 中川家ん!（毎日放送）
- ぶっちゃけ!生タマゴン（関西テレビ）
- 林ん家の台所（朝日放送テレビ）※林と夫婦揃って出演
- なるトモ!水曜（読売テレビ 2006年3月までレギュラー、同年4月から準レギュラーとなるが、2008年以降レギュラーとなる）

ラジオ
- ラジオよしもと むっちゃ元気!火曜（ラジオ大阪）
- 京都ごごいち（KBS京都ラジオ）
- ひるDoki（KBS京都ラジオ）
- かんさい土曜ほっとタイム（NHKラジオ第1[2]、 2005年10月から隔週担当）
- きよし・八方のポン♪カラ♪リン（朝日放送ラジオ）

ゲスト出演
- 連続テレビ小説（NHK総合）
  - カーネーション[2] - トメ子 役
  - まんぷく[2] - 林たま代 役
  - カムカムエヴリバディ[2] - 村野タミ 役
- さんまのまんま（関西テレビ、2011年10月1日）※きよしと親子揃って出演
- 夫婦善哉[2]（NHK総合） - 仲居 役

CM出演
- ロートV40（ロート製薬。母のヘレンと親子共演）1993年
- 岸和田セントジョーンズチャーチ(母のヘレンと親子共演)[注釈 2]

## 著書
- 『晴れときどき西川家』（世界文化社、2003年）
- 『西川ヘレン&かの子のおいしい和風レシピ』（母の西川ヘレンとの共著）（主婦と生活社、2002年）